# Gerard Bouttats
Gerard Bouttats (* um 1630 in Antwerpen; † nach 1668 in Wien) war ein flämischer Kupferstecher und Radierer, der für seine Porträts, Allegorien und Andachtsdrucke bekannt ist. Seine Ausbildung erhielt er in seiner Heimatstadt Antwerpen in der Werkstatt seines Vaters. Später arbeitete er eine Zeit lang in Köln und zog danach nach Wien, wo er den Rest seines kurzen Lebens arbeitete.

## Leben

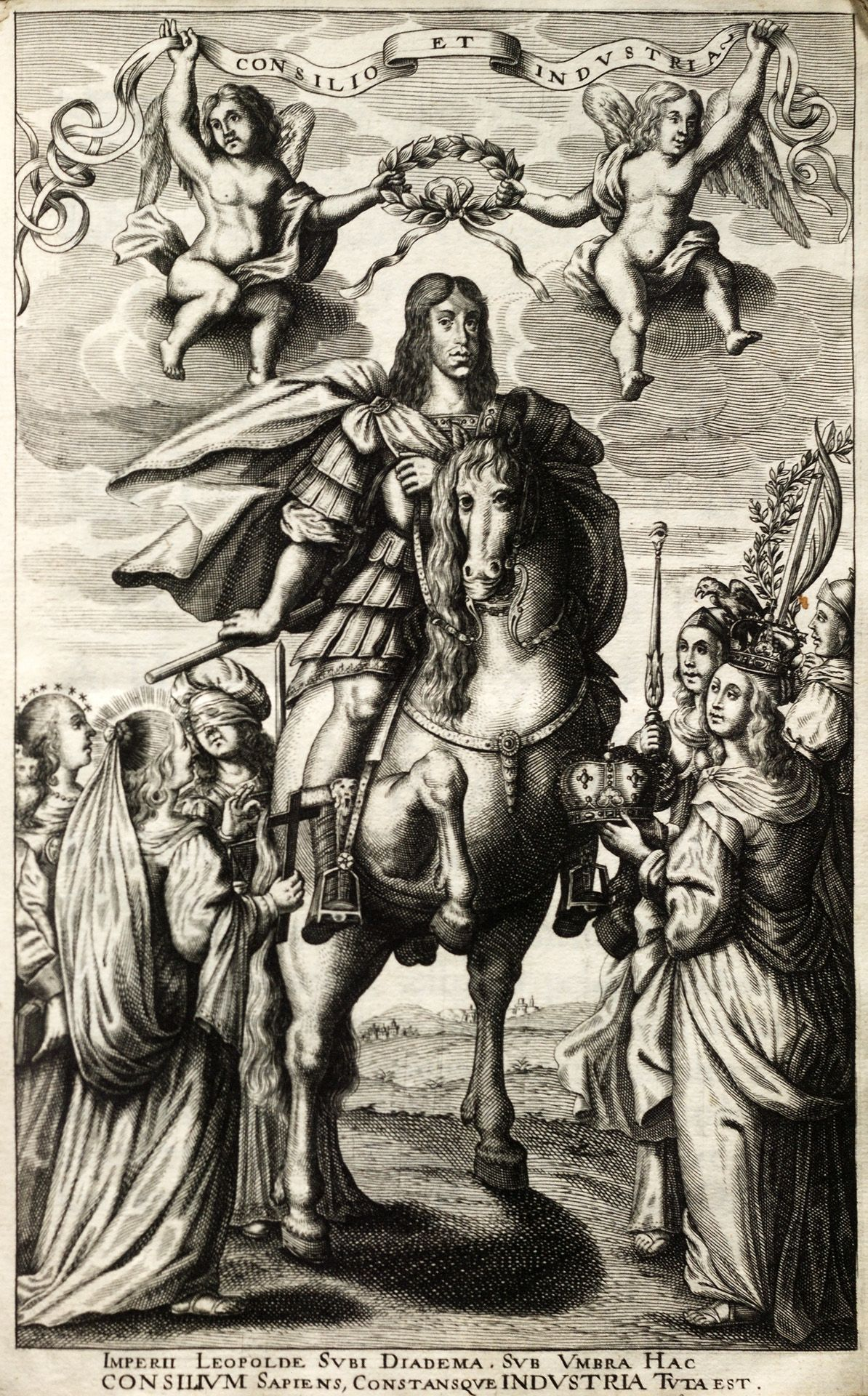
Kaiser Leopold I.

Gerard Bouttats wurde um 1630 in Antwerpen als Sohn des bekannten Kupferstechers und Verlegers Frederik Bouttats der Ältere und Maria de Weerdt geboren. Er war ein Halbbruder von Frederik Bouttats der Jüngere und der Bruder von Gaspar, Jacob und möglicherweise Philibert der Ältere, die alle Kupferstecher wurden. Es gibt keine Aufzeichnungen darüber, dass Jacob als Schüler oder Meister in der Antwerpener Lukasgilde registriert war, was bestätigt, dass er zuerst eine Ausbildung absolvierte und dann in der Werkstatt seines Vaters arbeitete.

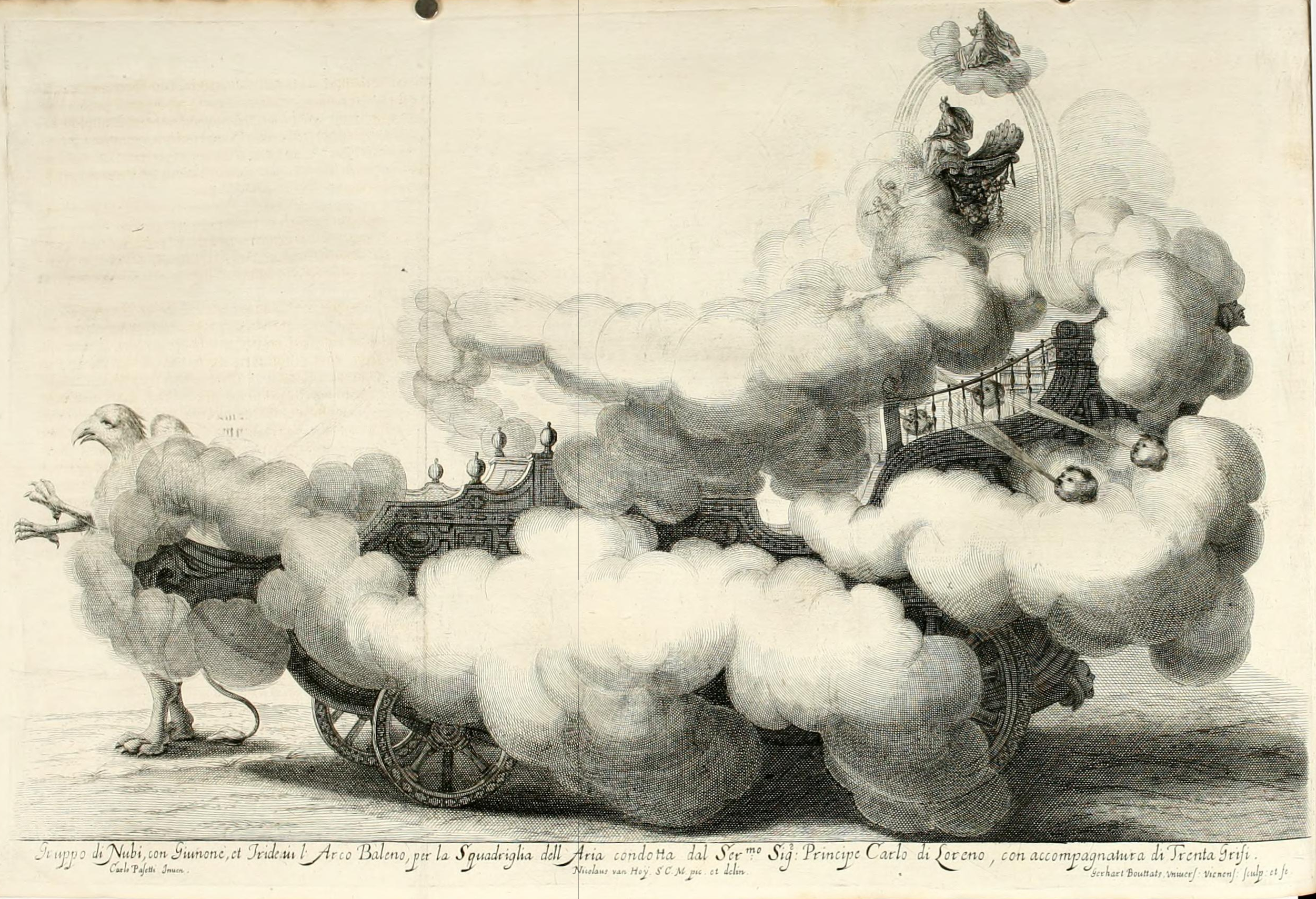
Der Streitwagen Regenbogen für das vom See angeführte Luftgeschwader

Er verließ Antwerpen und ist von 1650 bis 1651 in Köln nachweisbar. Es ist bekannt, dass er verschiedene Porträtstiche von Persönlichkeiten dieser Stadt anfertigte und auch Stiche nach Entwürfen des Kölner Künstlers Johann Toussyn. Danach ist er in Wien verzeichnet, wo er als Kupferstecher für die Universität tätig war und Porträts von Doktoren der Universität gestochen haben soll, darunter auch eines von Adam Munds.
Am 2. Mai 1655 heiratete er Eva Rosina Jenet, die Witwe des Kupferstechers Sebastian Jenet. Das Paar hatte vier Töchter. Nach dem Tod seiner ersten Frau 1664 heiratete Bouttats am 18. Mai 1665 Caecilia Renata Stadler. In Wien arbeitete er an verschiedenen Publikationen, oft in Zusammenarbeit mit anderen Künstlern und Verlegern aus Flandern und der niederländischen Republik, und fertigte auch einige Arbeiten für den kaiserlichen Hof an, darunter einen gestochenen Kalender und einen Kupferstich, der eine der Schlachten aus dem Türkenkrieg von 1663–64 darstellt.

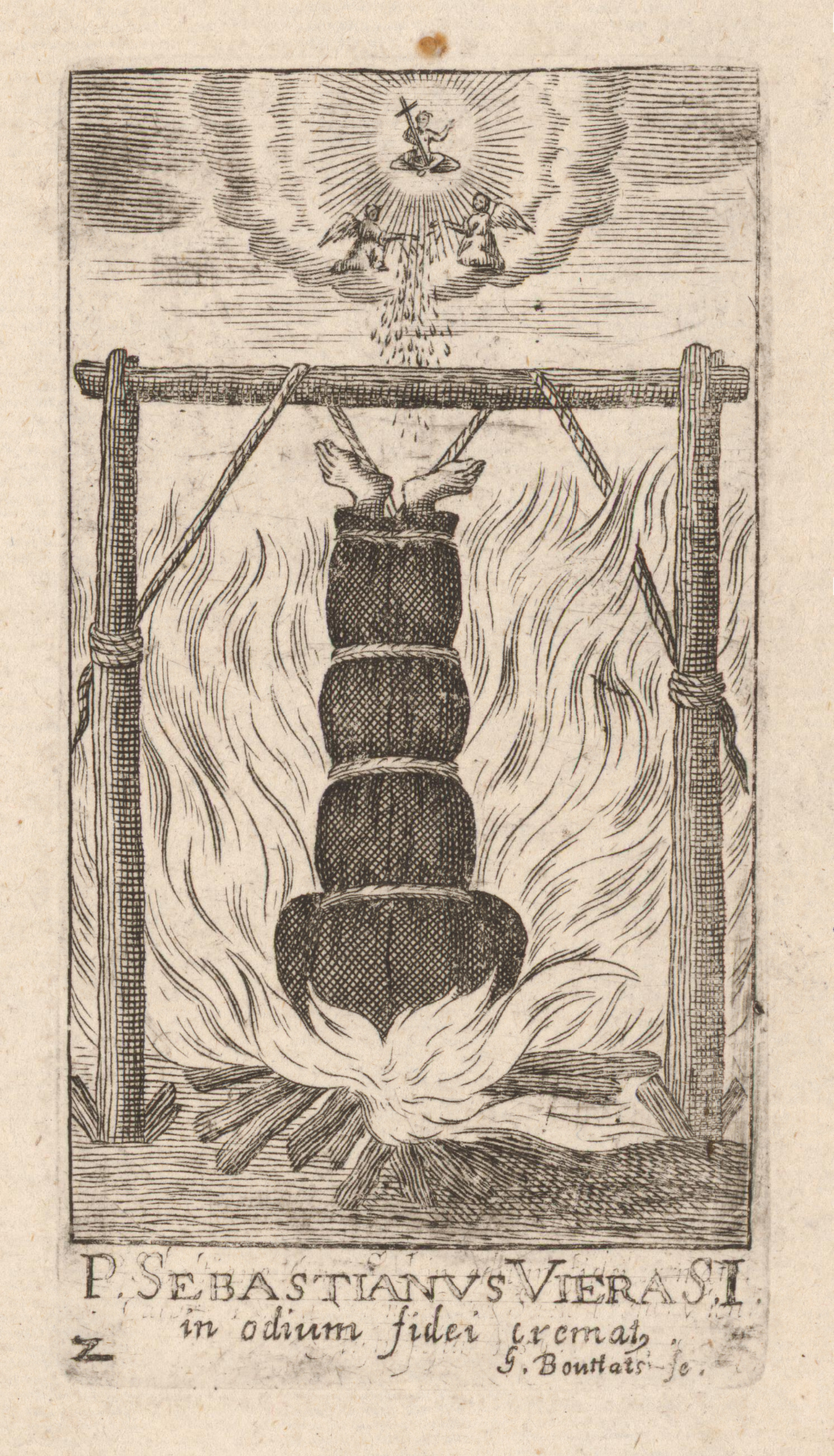
Das Martyrium von Pater Sebastian Vieira in Japan

Es ist möglich, dass er der Vater von J. Bouttats war, einem Künstler, der um das Jahr 1700 in Böhmen tätig war.
Ort und Datum seines Todes sind nicht überliefert, er dürfte aber um 1668 in Wien gestorben sein, da nach diesem Datum keine weiteren Informationen über Bouttats überliefert sind.

## Arbeiten
Bouttats arbeitete als Kupferstecher und schuf hauptsächlich Porträts und in geringerem Maße Allegorien, einige Landschafts- und Schlachtendarstellungen, Kalender und Andachtsbilder. Die meisten seiner Werke entstanden nach Entwürfen anderer Meister. Es gibt einige falsche Zuschreibungen an Gérard von Werken seines Familienmitglieds Gaspar Boutats, der einige seiner Werke mit G. Bouttats signierte.
Er ist der Stecher des Frontispizes und der 50 Kaiserbüsten von Nicolaus von Avancinii Imperium Romano-Germanicum, a Carolo Magno Primo Romano-Germanico Caesare, per Quadraginta Novem Imperatores et Germaniae Reges, et ex his per XIV, erschienen 1658 in Wien (Typis Matthiae Cosmerovii). Das Buch enthält von Avancini verfasste Lobreden auf 50 römisch-deutsche Kaiser.

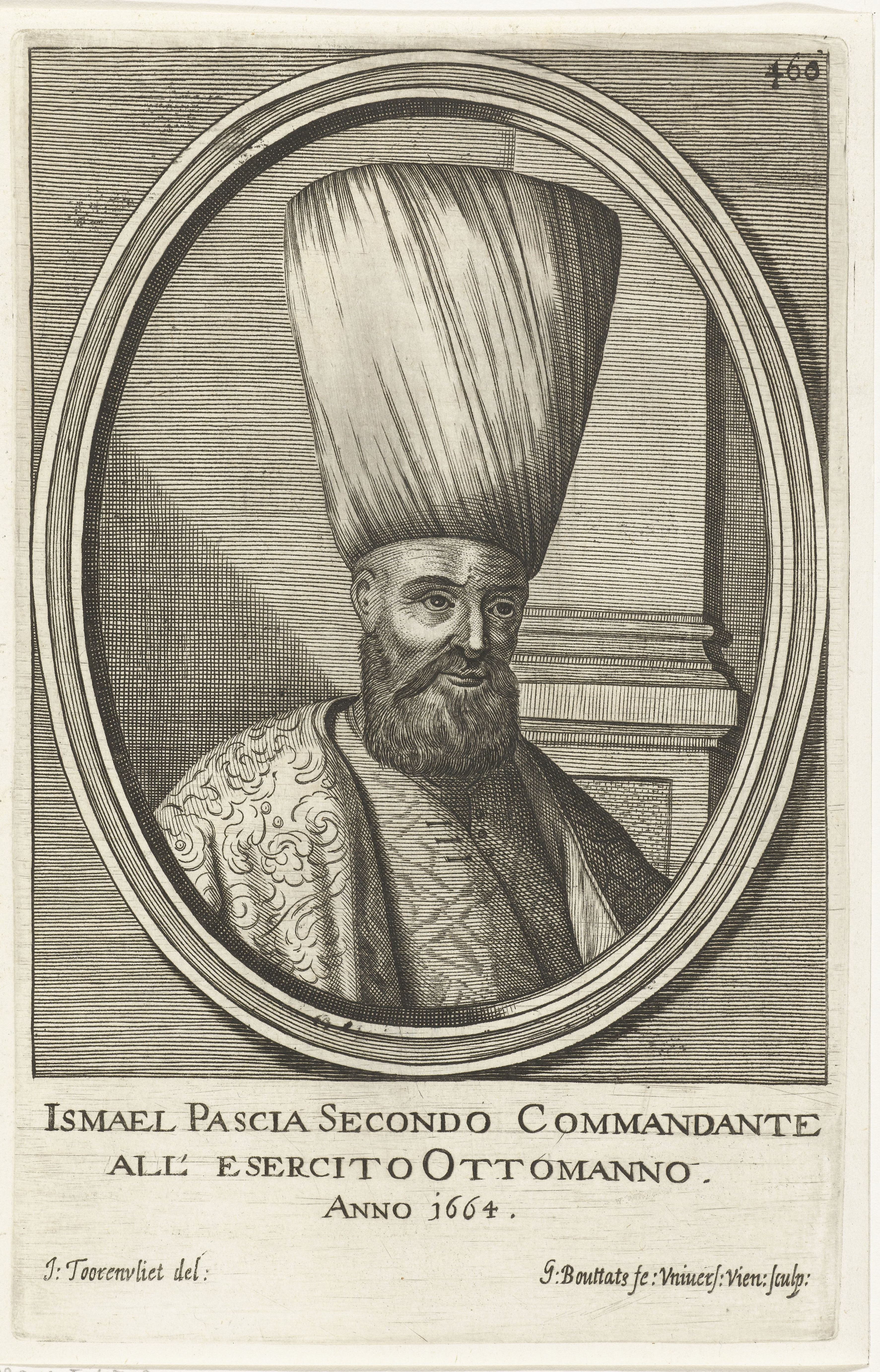
Porträt von Ismael Pasha

Zusammen mit Franciscus van der Steen, Nikolaus van Hoy und Jan van Ossenbeeck arbeitete er an einem Buchprojekt anlässlich der Hochzeit von Kaiser Leopold I. und Margarita Theresa von Spanien. Es beschreibt die festlichen Feierlichkeiten, einschließlich eines Pferdeballetts, die im Januar 1667 stattfanden. Die Inszenierung stammt von Alessandro Carducci, die Bühnenbilder von Carlo Pasetti und der Text von Francesco Sbarra. Das Buch wurde 1667 in Wien unter dem Titel Sieg-Streit Deß Lufft vnd Wassers (Kampf zwischen Luft und Wasser) veröffentlicht. Bouttats entwarf und stach einige der Drucke, die Carlo Pasetti eigens für das Fest anfertigte, darunter jene, die die Wagen und eine Grotte im Detail zeigen.
Bouttats arbeitete an der Historia di Leopoldo Cesare mit, die von Galeazzo Gualdo Priorato verfasst und von dem flämischen Verleger Johann Baptist Hacque aus Antwerpen in Wien herausgegeben wurde. Der erste und zweite Band des Buches erschienen 1670, der dritte 1674. Der erste Band schildert die politischen und militärischen Erfolge Kaiser Leopolds I. zwischen 1656 und 1670 und ist überwiegend mit Stichen flämischer und niederländischer Kupferstecher nach Entwürfen anderer niederländischer, aber auch deutscher und italienischer Künstler illustriert. Die Illustrationen zeigen vor allem Porträts europäischer Monarchen und bedeutender Adliger, Szenen aus Schlössern und Schlachten, Landkarten und Zeremonien. Neben Bouttats waren die niederländischen und flämischen Künstler Frans Geffels, Jan de Herdt, Franciscus van der Steen, Cornelis Meyssens, Adriaen van Bloemen, Sebastian van Dryweghen und Jacob Toorenvliet beteiligt. Auch die deutschen Künstler Moritz Lang, Johann Martin Lerch und Johann Holst sowie die Italiener Il Bianchi, Marco Boschini und Leonardus Hen.t Venetiis leisteten Beiträge. Bouttats stach eine Reihe der Porträts, die in diesem Werk enthalten sind.
Er schuf auch eine Reihe von Drucken, die das Martyrium der katholischen Missionare in den Kolonien darstellen. Dazu gehört der Druck, der das Martyrium von Pater Sebastian Vieira in Japan zeigt.